# Colaspoides rufiventris
Colaspoides rufiventris es un coleóptero de la familia Chrysomelidae.
Fue descrita científicamente en 2006 por Medvedev.